# Hermann Blumenau
Hermann Bruno Otto Blumenau (Hasselfelde, 26 de dezembro de 1819 — Braunschweig, 30 de outubro de 1899) foi um químico e farmacêutico alemão, fundador da colônia São Paulo de Blumenau e primeiro administrador do município de Blumenau, Brasil.

## Biografia

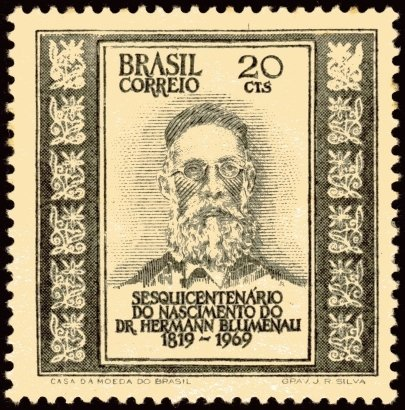
Hermann Blumenau

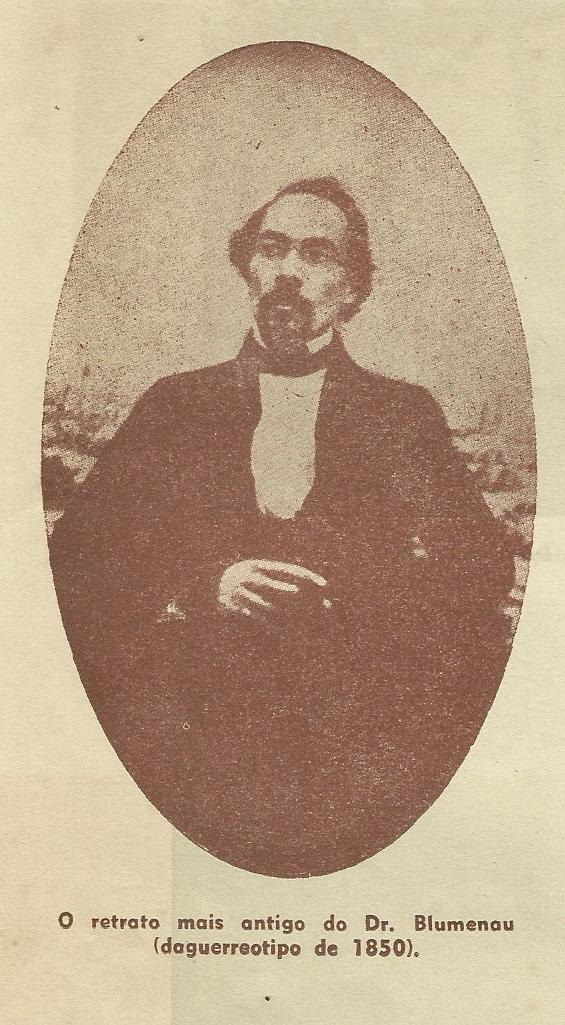
Hermann Blumenau

### Primeiros anos
É o sétimo filho do couteiro-mor Karl Friedrich Blumenau com a dona de casa Cristiane Sofie Kegel. Ingressou na escola primária de Hasselfelde aos 6 anos de idade, e em 1829 passa a residir no internato luterano de Schöppenstedt, onde adoece aos 12 anos, resultando como sequela, surdez parcial. Em 1832 acha-se na capital do ducado de Brunswick para frequentar o ginásio. Atinge a segunda classe superior de estudos (Ober segunda), e é forçado pelo pai a abandonar o curso em outubro de 1836. Seu pai queria que se empregasse em uma farmácia, o que conseguiu em Blankenburg, quando tinha 17 anos. Depois de um ano, trabalha em outra farmácia, na cidade de Erfurt — neste local, em abril de 1841, termina seu aprendizado, que havia iniciado em outubro de 1837. Outras estadas profissionais incluem farmácias em Hasselfelde e Bad Salzuflen. Em janeiro de 1842 regressa a Erfurt, convidado por um industrial local para trabalhar em sua fábrica de compostos químicos. Posteriormente, Blumenau, diretor nesta empresa, passa a frequentar a residência do empregador, onde conhece Alexander von Humboldt e Johann Müller.
Esta influência junto à família proprietária lhe proporciona uma viagem de turismo de negócios para Londres, em 1844, com o objetivo de conseguir patentes para preparados e o subsequente privilégio de comércio dos mesmos. Na ocasião, conhece João Sturtz, cônsul geral do Brasil na Prússia, que o introduz aos assuntos brasileiros e propagandeia o país americano como uma destinação para emigrantes alemães. De volta a Erfurt, se demite de seu posto e então efetua matrícula na universidade de Erlangen. Entre 1845 e 1846 se relaciona com a Sociedade de Proteção aos Emigrados Alemães, que ulteriormente o convida a visitar o Brasil. No ensejo, o cônsul Sturtz estimula-o oferecendo-lhe emprego no Brasil; Blumenau poderia escolher entre a função de professor na Escola Politécnica da Universidade Federal do Rio de Janeiro ou a de químico em um laboratório que ainda seria estabelecido no Rio de Janeiro.
Apesar de não ter concluído o curso ginasial, se gradua doutor em filosofia em 23 de março de 1846, após exame oral (Rigorosum) e defesa da tese "Die Alkaloide und die ihnen stammverwandten Salzbasen in ihren Gesamtverhältnissen und Beziehungen". O Ph.D. Blumenau desloca-se a Hamburgo, sede da Sociedade de Proteção, para firmar contrato de representação. Esta instituição o envia ao Brasil, para que Blumenau obtenha do governo brasileiro o reconhecimento diplomático da Sociedade de Proteção, e também vistorie as províncias do Paraná, Santa Catarina e São Pedro do Rio Grande do Sul, especialmente esta última, que desde 1824 recebia colonos germânicos. Embarca no veleiro Johannes, que zarpa de Hamburgo em abril de 1846, atracando em São Pedro do Rio Grande do Sul a 19 de junho do mesmo ano. Blumenau realiza pequena incursão no interior da província, pesquisando a viabilidade dos estabelecimentos coloniais, e então parte para o Rio de Janeiro, onde apresenta cartas de recomendação assinadas por Sturtz, von Humboldt e Carl Friedrich Philipp von Martius.

### No Brasil

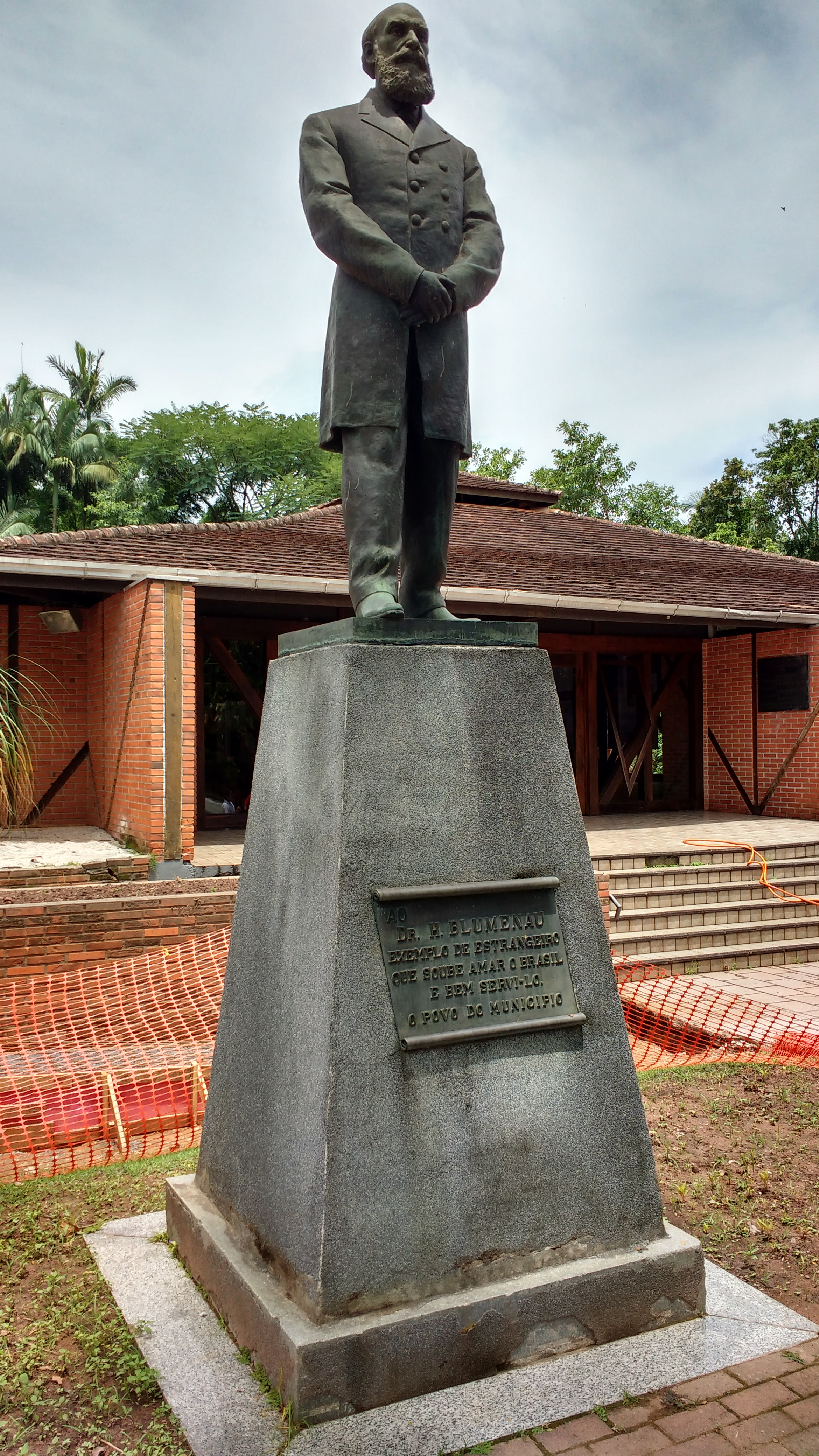
Estátua de Hermann Blumenau em frente ao Mausoléu Doutor Blumenau, na cidade de Blumenau

Efetua outra viagem ao Brasil no ano de 1850, quando funda a colônia São Paulo de Blumenau e recebe licença governamental para a exploração. Em 1860, o regime brasileiro se apodera do assentamento e Hermann Blumenau torna-se o primeiro diretor oficial da colônia, pago pelo Estado. A população de Blumenau em 1860 era de 947 habitantes; foram criadas escolas e um hospital. 
Em Blumenau os italianos começaram a chegar 25 anos depois dos alemães e eram, em sua maioria, do Tirol do Sul, região de transição entre a Itália e os Estados de língua alemã. Portanto, as rixas, que já existiam entre esses dois povos há vários séculos na Europa, foram transportadas para o Brasil. Embora o fundador da cidade, o dr. Hermann Blumenau, pretendesse uma colônia formada apenas por alemães, na década de 1870, cada vez menos imigrantes chegavam da Alemanha, o que acarretou em falta de trabalhadores. Assim, mesmo a contragosto, o dr. Blumenau decidiu atrair italianos para a sua colônia. Os atritos logo apareceram, pois os italianos eram quase todos católicos, enquanto muitos dos alemães de Blumenau eram luteranos. Além do mais, os italianos foram assentados em lotes periféricos e montanhosos, enquanto os alemães ocupavam as melhores terras. Em uma correspondência, o dr. Blumenau chamava os italianos de "incorrigíveis vagabundos", enquanto em outra, para o presidente da província, escreveu: "são especialmente a malfadada imigração tyrolez e italiana, suas constantes travessuras, impertinentes e exageradas exigências, ameaças e até delitos e crimes, que não nos deixam, e especialmente a mim, descanso de espírito". O modo como os italianos incorporavam o trabalho na vida cotidiana era muito diferente do modo alemão, o que fazia com que eles fossem tachados de vagabundos e preguiçosos ou mesmo bêbados, já que o hábito de tomar vinho foi substituído pela cachaça. Assim, os alemães culpavam os italianos pelo atraso de todas as obras públicas da colônia. Italianos que foram morar nas regiões sulinas ocupadas por imigrantes alemães vivenciaram um choque cultural. 
Em 1880 seriam já 15 000 habitantes no município, na maioria de origem alemã.

### Regresso à Alemanha

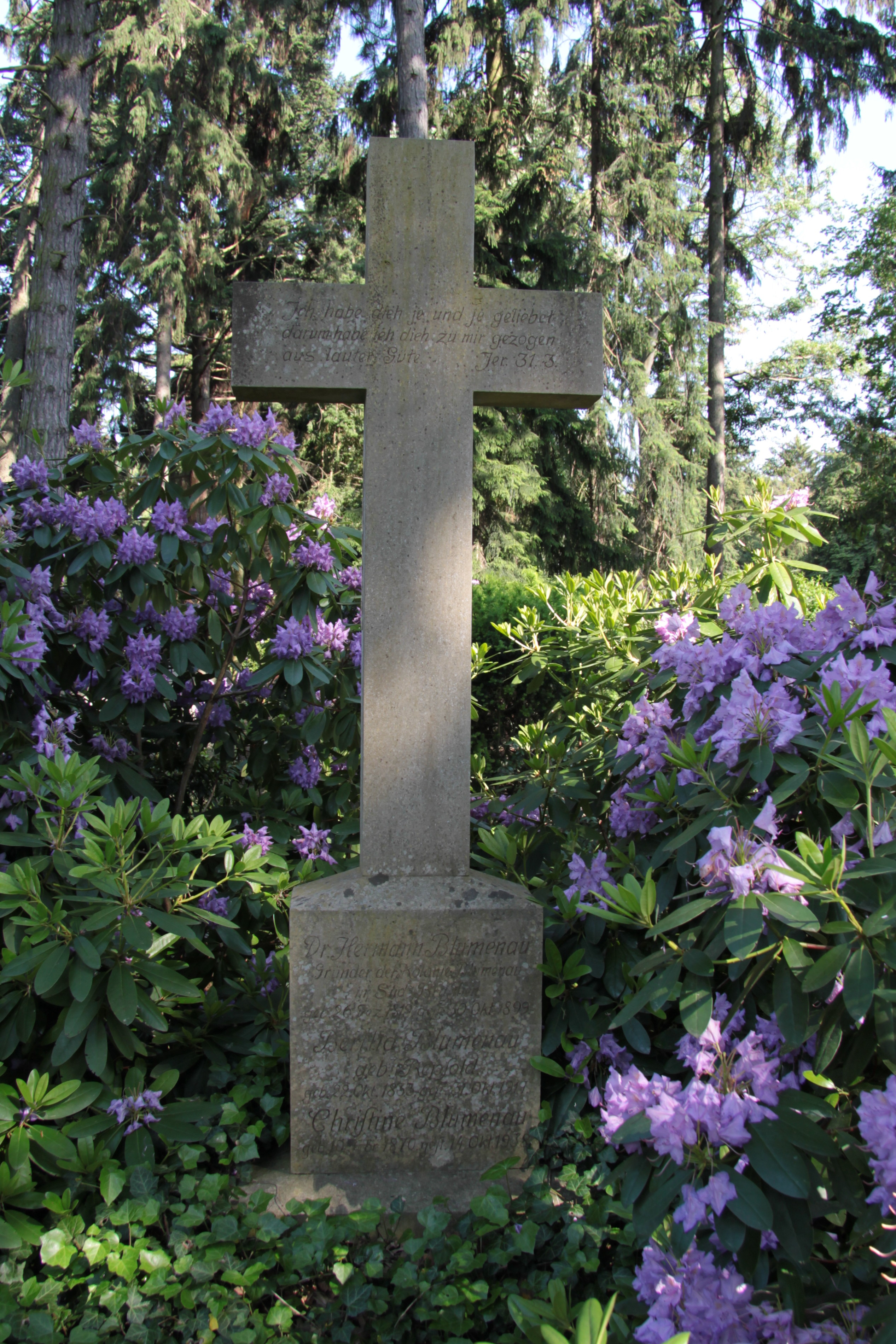
Sepultura de Hermann Blumenau no Hauptfriedhof Braunschweig

Em 1884 Blumenau retorna à Alemanha, sem levar grandes posses. Viveu em Braunschweig, no atual estado alemão da Baixa Saxônia, com a mulher com quem casara em 1867, e os seus três filhos, que estudaram na Alemanha. Morreu nesta cidade, em 30 de outubro de 1899. Sua sepultura está no cemitério central (Hauptfriedhof) de Braunschweig, Helmstedter Straße 38.
Seus restos mortais, bem como os de sua esposa, foram transladados para Blumenau, onde repousam em mausoléu.

### Mausoléu em Blumenau
Dentro da programação dos 200 anos de nascimento do Dr. Blumenau, uma solenidade que vai marcar a passagem de instalação do espaço memorial onde estão depositados os restos mortais de Hermann Blumenau e seus familiares. Essa data foi escolhida para sinalizar o dia em que é lembrada a passagem dos 120 anos da morte do fundador da colônia.
Além de um serviço memorial, conduzido pelo pastor Milton Jandrey, da Igreja Evangélica Luterana Centro, outras atividades foram marcadas na data. Idealizadores do espaço, inaugurado em 1974, receberam certificados de Amigo da Cultura. Também foi feito o lançamento do livro do Cinquentenário de Blumenau.
Rosas para Blumenau
O artista e designer Luiz Staedele Bernardes criou uma série de obras de arte para homenagear o Mausoléu. Ele produziu oito buquês compostos por 25 Rosas de ferro somando um total de 200 - para adorno das lápides. Compõem a coleção um vaso de cristal na cor azul e um painel em estrutura de ferro tubular galvanizado revestido com chapas de Tec Bond na cor grafite claro com detalhe da fotografia do Dr. Blumenau na cor sépia impresso em adesivo aplicado em chapa de vidro. A obra de arte tem moldura revestida à folha de ouro, aparador barrote de madeira de lei maciça trabalhado manualmente e ainda um castiçal de ferro maciço na cor cinza.
O artista também elaborou um painel fotográfico em estrutura de ferro tubular galvanizado revestido com chapa de Tec Bond na cor grafite claro com fotografia tratada em computação, impressão em alta resolução, aplicada em chapa de vidro, mais oito vasos de cimento armado de tamanho médio com palmeiras tipo Areca Bambu.
Nos jardins, em frente ao Mausoléu, foi colocado aos pés do monumento do Dr. Blumenau uma grande rosa em ferro galvanizado com dimensões aproximadas de 0,62 x 1,60. A varanda externa do prédio ganhou um canteiro com aproximadamente 30 mudas de heliconias. Um novo sistema de iluminação vai valorizar as obras de arte e o acervo deste espaço. “Todo esse material investido, traduzido em obra de arte pelas mãos de Luiz Bernardes foi possível com o apoio de empresas e pessoas da comunidade, apaixonados pela cidade”, completa o secretário de Cultura, Rodrigo Ramos.

## Legado
A cidade que fundou e que leva o seu sobrenome tem cerca de 350 000 habitantes, conforme estimativa do IBGE em 2018. É uma cidade que possui alto IDH, dentre os mais elevados do Brasil, e com presença de indústria têxtil e eletroeletrônica. A cultura germânica subsiste em escolas com ensino de língua alemã, igrejas católicas e luteranas e festividades inspiradas nas tradições da Alemanha, como a Oktoberfest de Blumenau.
Suas duas filhas, Gertrud e Christine, que retornaram à Alemanha consigo, visitaram Blumenau em 1937, a convite da prefeitura municipal. Em 1950, ano do centenário de Blumenau, Gertrud realizou nova visita, desta vez acompanhada de sua filha (e neta do fundador), Gerda.